# Scalidognathus seticeps
Scalidognathus seticeps là một loài nhện trong họ Idiopidae.
Loài này thuộc chi Scalidognathus. Scalidognathus seticeps được Ferdinand Karsch miêu tả năm 1891.